# Mohsen Habacha
Mohsen Habacha (en árabe: محسن حباشة‎; Sousse, Protectorado francés de Túnez; 25 de enero de 1942 – 4 de enero de 2025) fue un futbolista tunecino que jugó en la posición de defensa.

## Biografía
Mohsen Habacha fue defensa del Étoile Sportive du Sahel y de la selección nacional tunecina durante la década de 1960. Luego tuvo una breve experiencia profesional en 1969-1970 con el AC Ajaccio.
Participó en los Juegos Panárabes de 1963 en Líbano, los Juegos Mediterráneos de 1963 en Nápoles, los Juegos Africanos de 1963 en Senegal, la Copa Africana de Naciones de 1963 en Ghana y la Copa Africana de Naciones de 1965 en Túnez.

### Muerte
Mohsen Habacha murió el 4 de enero de 2025 a los 82 años.

## Carrera

### Club
| Periodo   | Club       |
| --------- | ---------- |
| 1960–1969 | ES Sahel   |
| 1969–1970 | AC Ajaccio |
| 1970–1974 | ES Sahel   |

### Selección nacional
Jugó para Túnez en 11 ocasiones de 1963 a 1969 y anotó un gol; ganó la Copa de Naciones Árabe 1963, además de que participó en dos ediciones de la Copa Africana de Naciones y en los Juegos Mediterráneos de 1963.

## Logros

### Club
- CLP-1 (3): 1963, 1966, 1972
- Copa de Túnez (2): 1963, 1974
- Copa de Campeones Magreb (1): 1973

### Selección nacional
- Copa de Naciones Árabe (1): 1963